# Hitman 2: Silent Assassin
Hitman 2: Silent Assassin is het tweede computerspel uit de Hitman-reeks. Het spel werd ontwikkeld door IO Interactive en uitgegeven door Eidos Interactive. Het spel is uitgekomen op 1 oktober 2002. 
De game is op 29 januari 2013 samen met Hitman: Contracts & Hitman: Blood Money op de PlayStation 3 & Xbox 360 verschenen als onderdeel van The Hitman HD Trilogy.  

## Gameplay
Het spel gaat over Agent 47 die gestopt is met moorden en toevlucht zoekt in een oude pastorij in Sicilië, Italië, met een priester, Father Emilio. Voor de priester doet 47 klusjes en andere zaken. 47 wil graag zijn verleden van moorden vergeten, tot op een dag een maffiabaas de priester ontvoert en hem gijzelt op een onbekende plaats. 
Agent 47 vindt dan een briefje met het opschrift dat hij binnen twee dagen 500.000 dollar moet verzamelen en naar een buitenlandse bankrekening moet sturen. De enige optie om dit geld te verdienen is weer beginnen met moorden. 47 neemt dan het besluit zijn oude werkgever, het International Contract Agency, op te bellen, die hem weer de wereld rond stuurt om huurmoorden uit te voeren. Dit brengt 47 van Rusland, Japan, India, Afghanistan en Maleisië om uiteindelijk weer te eindigen in de pastorij, waarbij hij alle maffialeden moet uitschakelen en de priester bevrijden. De priester bedankt hem en geeft hem een kruisbeeldje. 47 aanvaardt het kruisje echter niet en verlaat de pastorij om permanent naar het International Contract Agency terug te keren. Hierop eindigt het spel.

## Platforms
| Jaar | Platform                     |
| ---- | ---------------------------- |
| 2002 | PlayStation 2, Windows, Xbox |
| 2003 | GameCube                     |
| 2013 | PlayStation 3 & Xbox 360     |

## Ontvangst
| Geaggregeerde scores |                                                    |
| Aggregeerder         | Score                                              |
| GameRankings         | (pc) 84,88% (PS2) 85,02% (Xbox) 84,63% (GC) 83,47% |
| Metacritic           | (pc) 87/100 (PS2) 85/100 (Xbox) 84/100 (GC) 83/100 |

## Levels
- Level 00 - Gontranno Sanctuary
- Level 01 - Anathema
- Level 02 - St. Petersburg Stakeout
- Level 03 - Kirov Park Meeting
- Level 04 - Tubeway Torpedo
- Level 05 - Invitation to a Party
- Level 06 - Tracking Hayamoto
- Level 07 - Hidden Valley
- Level 08 - At the Gates
- Level 09 - Shogun Showdown
- Level 10 - Basement Killing
- Level 11 - Graveyard Shift
- Level 12 - The Jacuzzi Job
- Level 13 - Murder at the Bazaar
- Level 14 - Motorcade Interception
- Level 15 - Tunnel Rat
- Level 16 - Temple City Ambush
- Level 17 - The Death of Hannelore
- Level 18 - Terminal Hospitality
- Level 19 - St. Petersburg Revisited
- Level 20 - Redemption at Gontranno